# Блок, Александр (художник)
Александр Блок (фр. Alexandre Bloch; 29 мая 1857, Париж — 11 ноября 1919, XX округ Парижа) — французский художник-баталист.

## Биография
Учился живописи у Жана-Леона Жерома и Жюля Бастьен-Лепажа.
С 1880 выставлял свои работы в Салоне.
Автор  жанровых полотен, батальных и исторических картин патриотической направленности. Создал ряд картин, изображающих отдельные эпизоды Вандейского мятежа и франко-прусской войны 1870—1871 годов.
Картины А. Блока хранятся в историческом Музее Добре (Нант), художественных музеях в Вердене, Кемпере, Рене, Шамбери и др.

## Эпизоды Вандейского мятежа на картинах Александра Блока

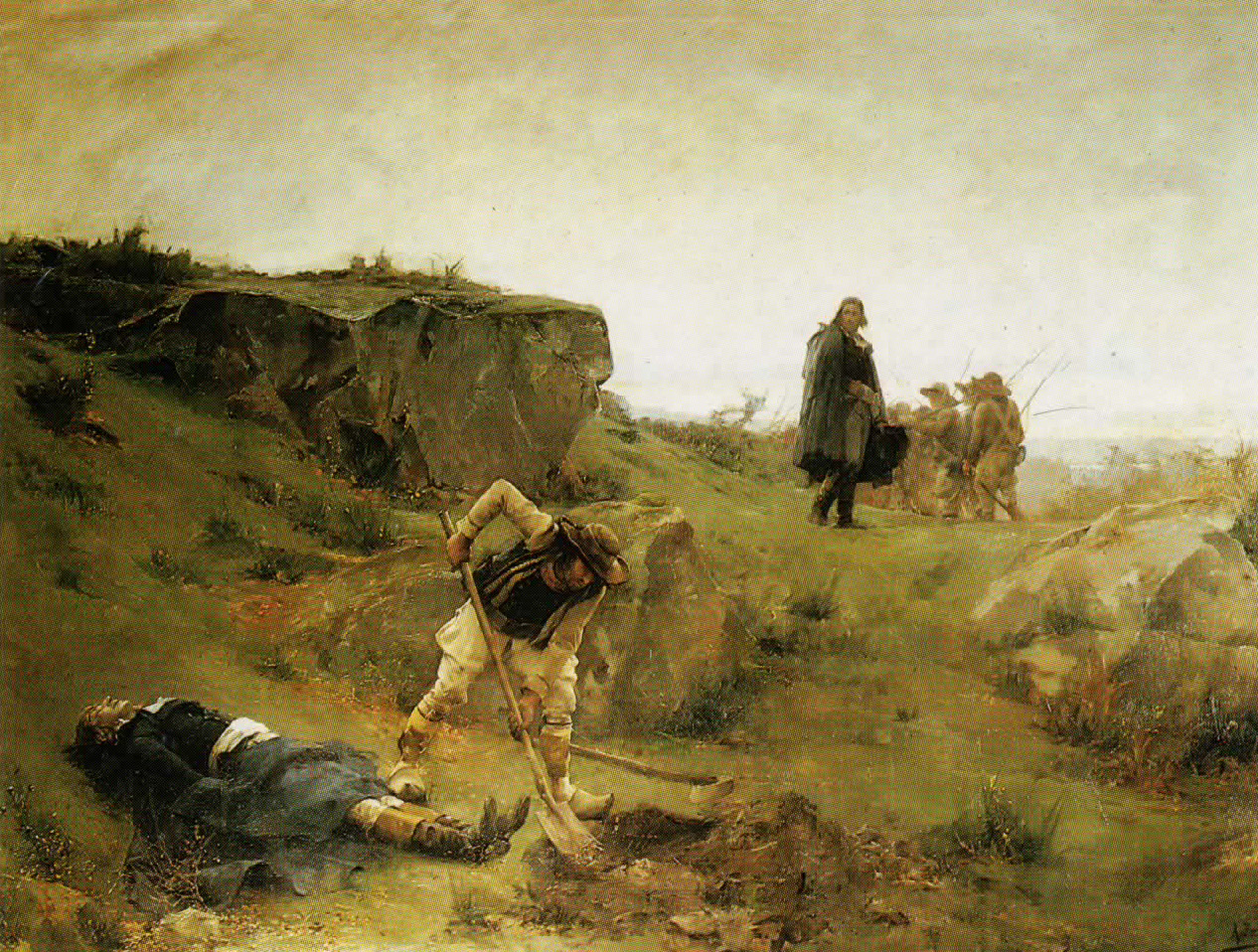
Смерть Анри де Ларошжаклена.
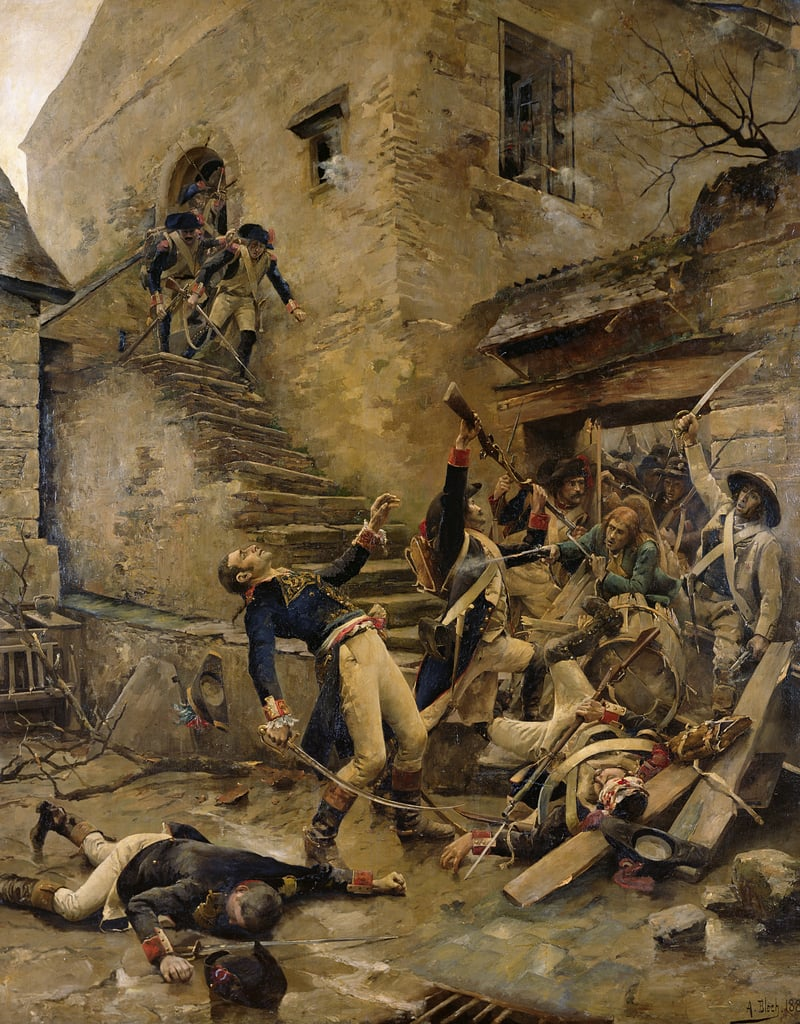
Гибель генерала де Бопюи.
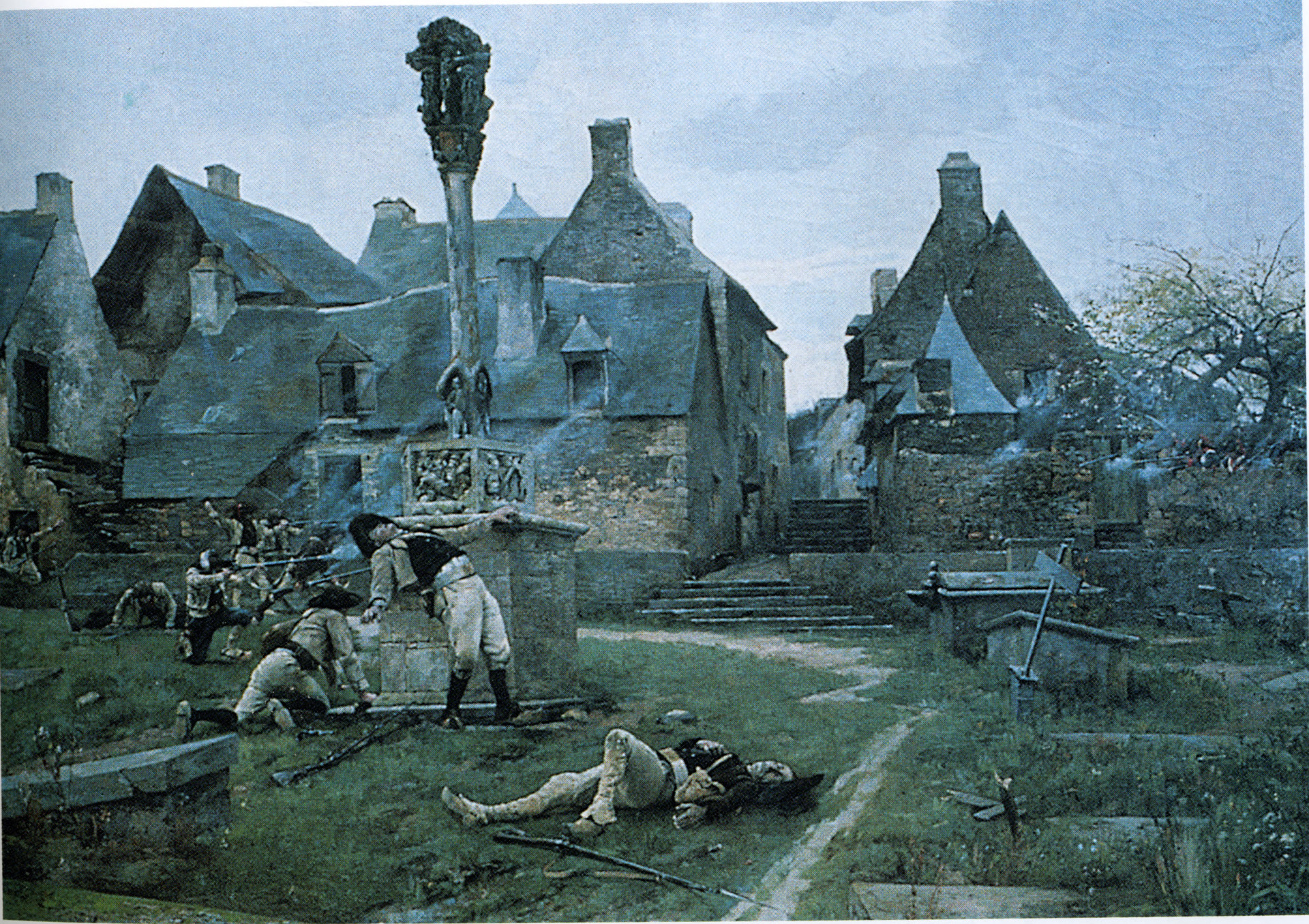
Оборона Рошфор-ан-Терра.
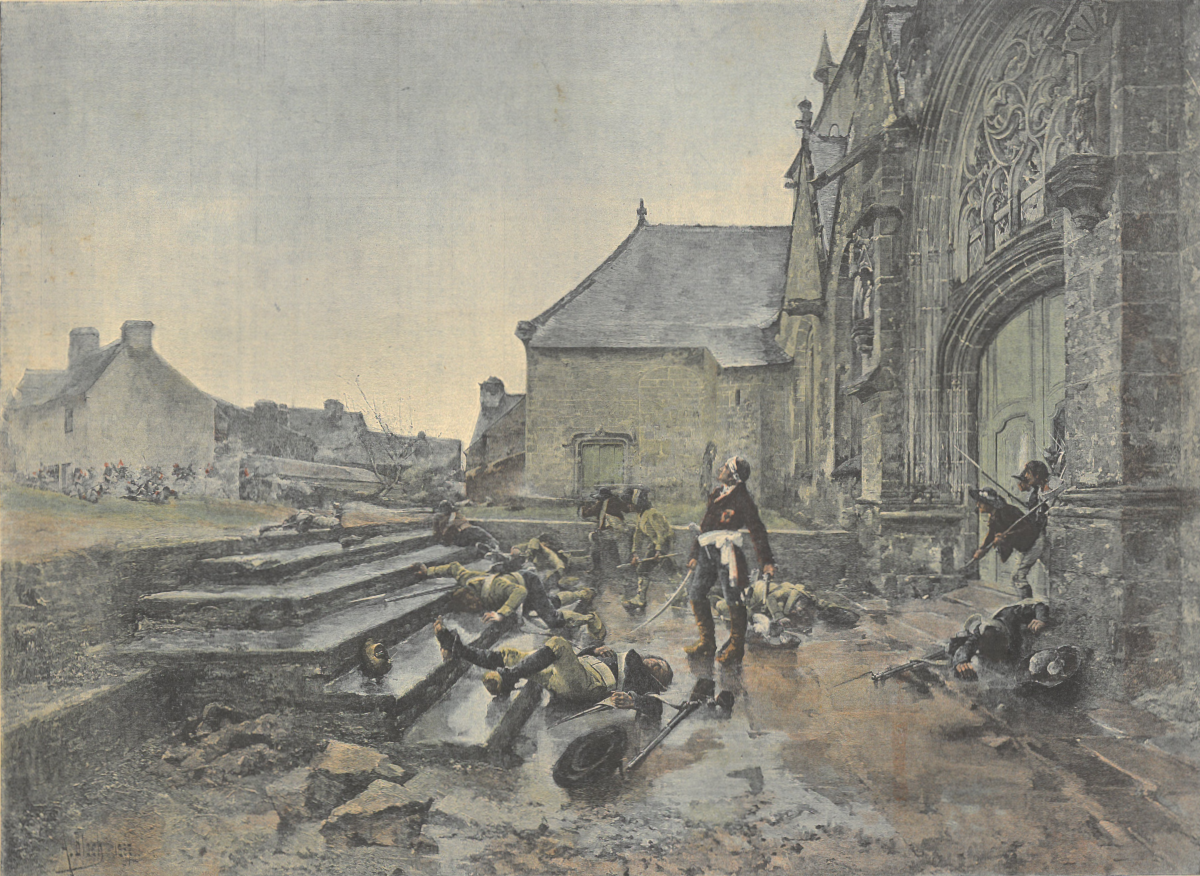
Бой при Ла-Гийоньер.
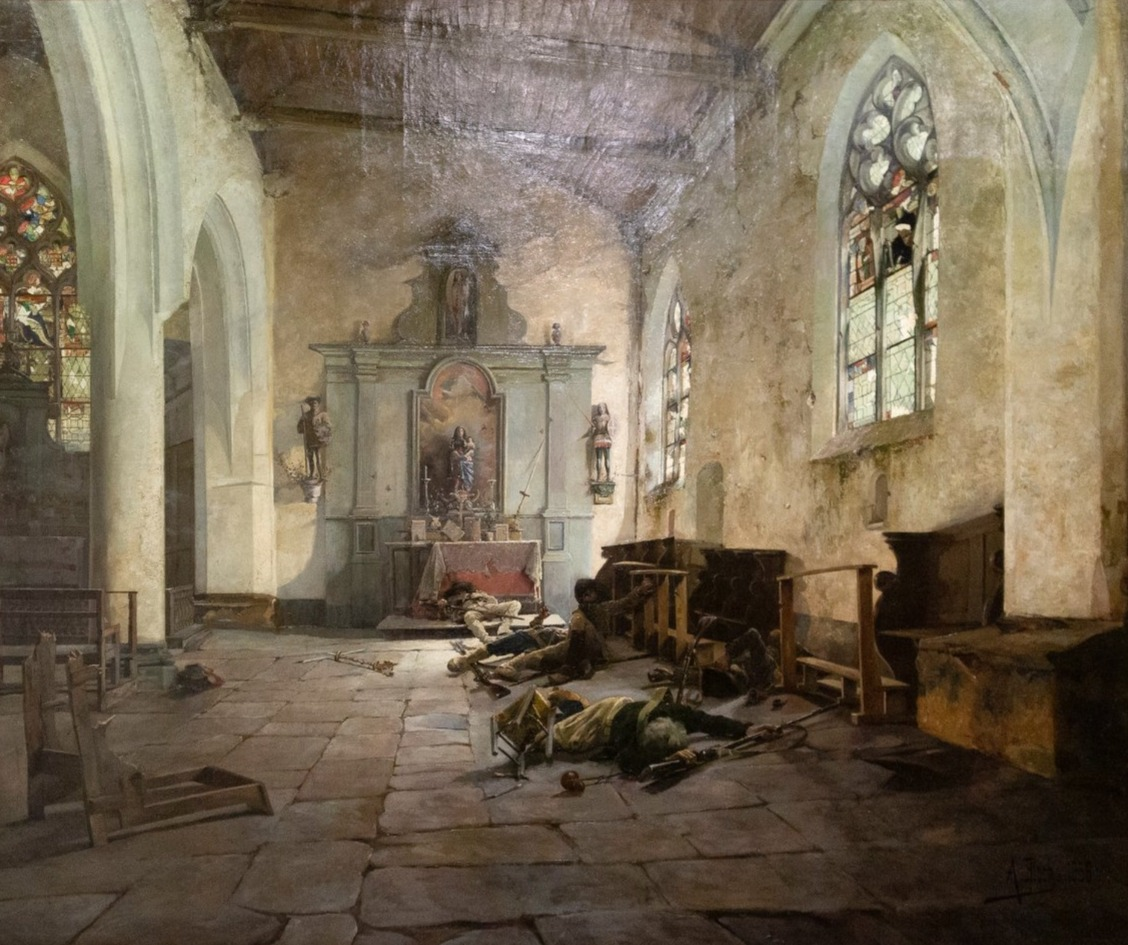
Церковь Магдалины после боя.

## Награды
- Кавалер Ордена Почётного легиона (1911)